# Monopis henderickxi
Monopis henderickxi is een vlinder uit de familie echte motten (Tineidae). De wetenschappelijke naam is voor het eerst geldig gepubliceerd in 2001 door Gaedike & Karsholt.
De soort komt voor in Europa.